# Markus Hofmann (Politiker)

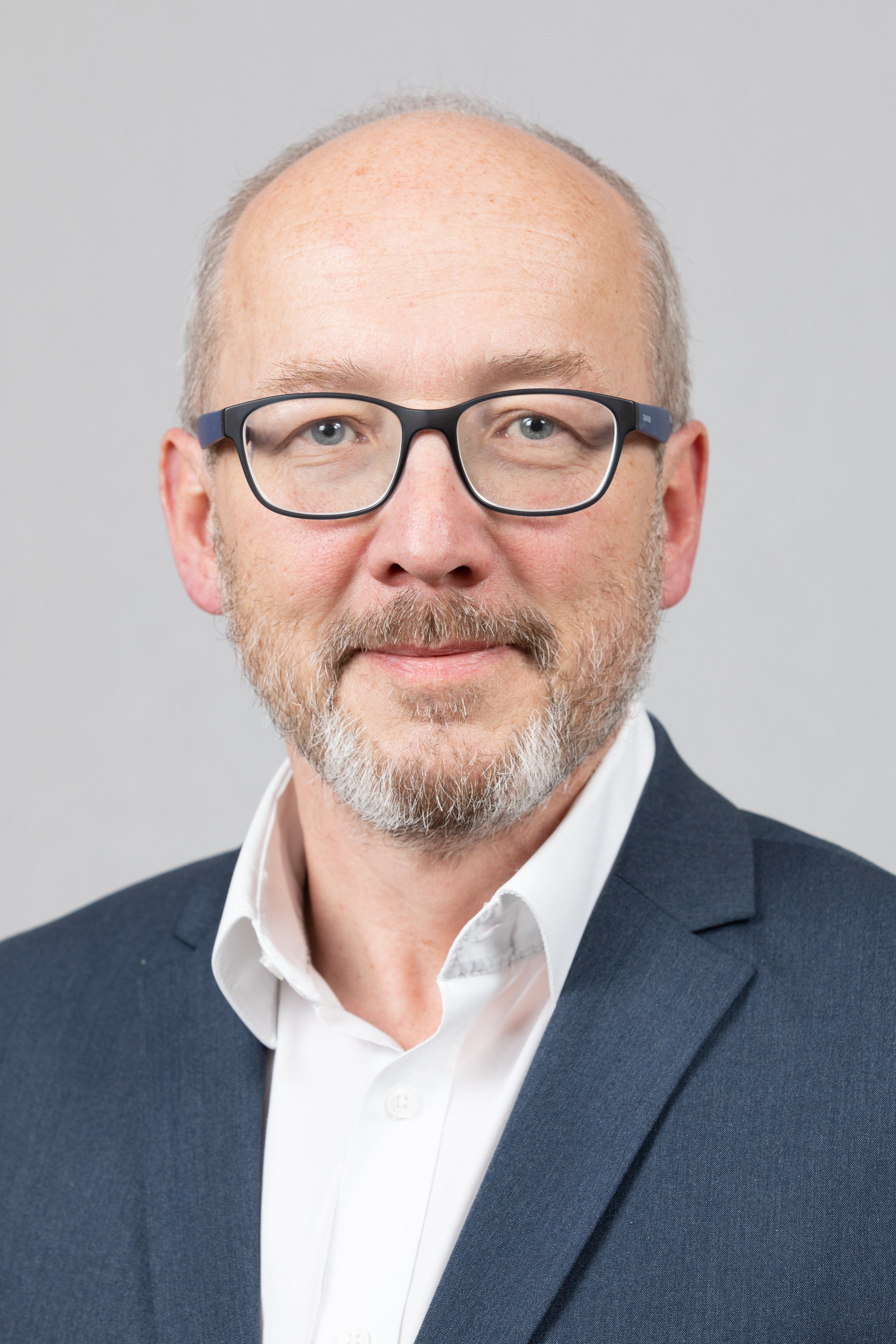
Markus Hofmann, 2019

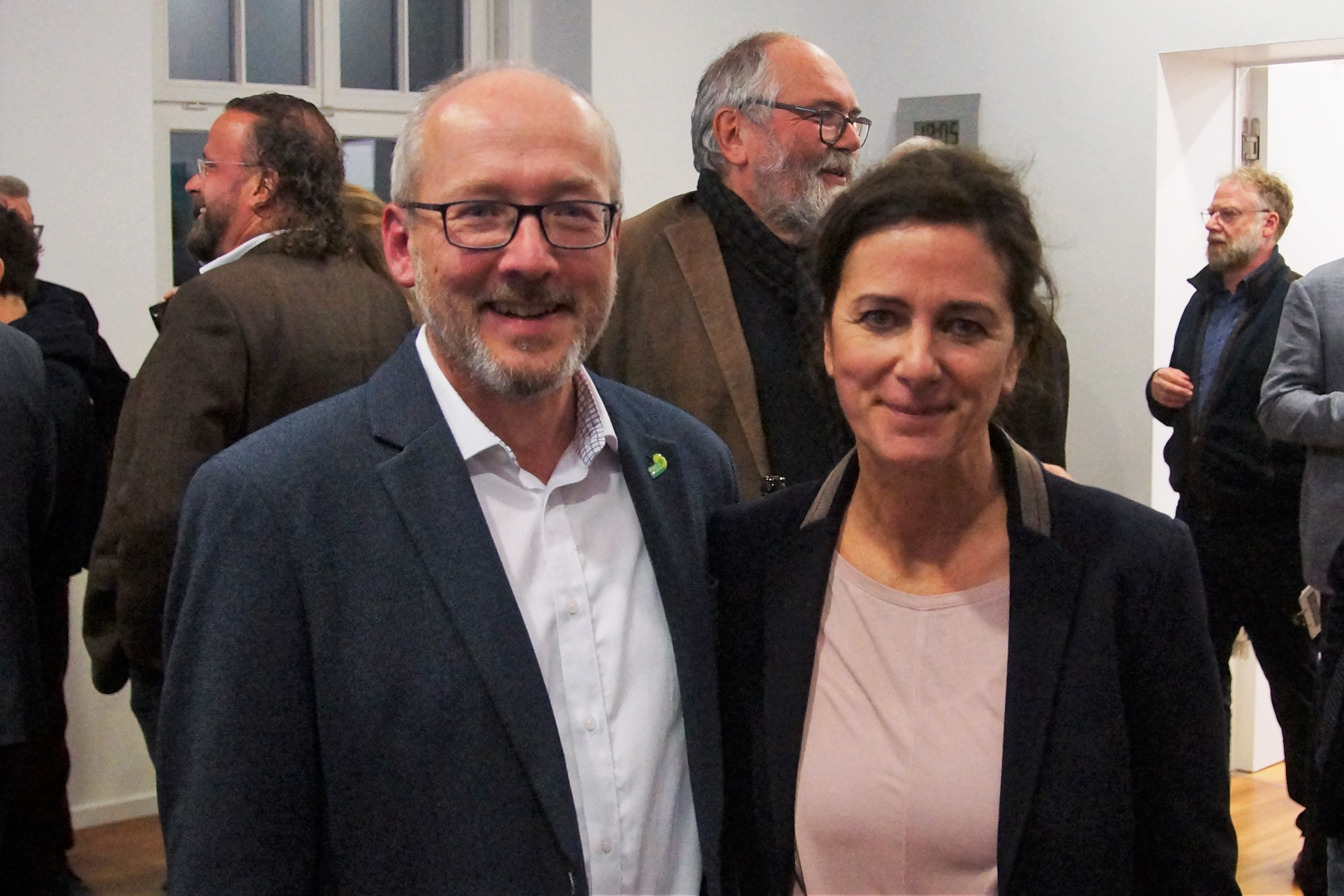
Markus Hofmann und Silvia Brünnel am Wahlabend 2018

Markus Theodor Hofmann (* 19. Juni 1963 in Fulda) ist ein deutscher Politiker (Bündnis 90/Die Grünen). Er war von 2019 bis 2024 Abgeordneter des Hessischen Landtages.
Hofmann ist der Sohn eines Architekten und einer Schneiderin und hat drei ältere Schwestern. Er ist verheiratet und hat eine erwachsene Tochter. Beruflich war er als Marketing-Leiter beim inzwischen geschlossenen Kaufhaus Langer in Schlüchtern und dann beim Verein für Wirtschafts- und Tourismus (WITO) in Schlüchtern tätig.
2012 kandidierte Hofmann auf Vorschlag der SPD als parteiloser Kandidat bei der Bürgermeisterwahl in Flieden. Nachdem er Bündnis 90/Die Grünen beigetreten war, gehörte er 2015 zu den Gründungsmitgliedern des Fliedener Ortsverbands der Grünen. Bei der Kommunalwahl 2016 wurde Hofmann in die Gemeindevertretung von Flieden gewählt.  Im Folgejahr übernahm er dort bei den Grünen den Fraktionsvorsitz.
Bei der Landtagswahl in Hessen 2018, bei der Hofmann im  Wahlkreis 15 (Fulda West/Rhön) kandidierte, zog er über Platz 26 der Landesliste von Bündnis 90/Die Grünen in den Hessischen Landtag ein.
Bei der Landtagswahl 2023 erhielt Hofmann kein Mandat mehr und schied im Januar 2024 aus dem Landtag aus.
Im September 2024 legte Hofmann sein Kreistagsmandat nieder und zog aus beruflichen Gründen nach Nordrhein-Westfalen.  Dort trat Hofmann eine neue Stelle als externer Citymanager für die westfälische Stadt Oelde an.